# Bérchules
Bérchules es una localidad y municipio español perteneciente a la provincia de Granada, en la comunidad autónoma de Andalucía. Está situado en la parte centro-norte de la Alpujarra Granadina. Limita con los municipios de Jérez del Marquesado, Lanteira, Alpujarra de la Sierra, Cádiar, Lobras, Juviles y Trevélez.
El municipio berchulero está formado por los núcleos de Bérchules y Alcútar, separados aproximadamente por un kilómetro.
Gran parte de su término municipal se encuentra en el parque nacional de Sierra Nevada, y ambos núcleos, junto con su vega, forman parte del Sitio Histórico de la Alpujarra.
Se encuentra a medio camino entre Granada y Almería, a 1319 metros sobre el nivel del mar, siendo uno de los pueblos más altos de España. En su término municipal nace el río Guadalfeo, que desemboca en el mar Mediterráneo, entre Salobreña y Motril (provincia de Granada).

## Historia
El poblamiento es al menos de origen mozárabe, siglo VIII. Fue durante época nazarí el momento de mayor esplendor y riqueza, por la formidable producción de sedas (que competían con las más refinadas de Oriente), productos de huerta, vino, frutos secos, esencias aromáticas,... que partían hacia otros lugares del Reino de Granada, cruzando sierra Sulayra o hacia el mar. La población está ligada a los Banu Hassan, ilustre familia asentada en el lugar, como testimonió por escrito Ibn al Jatib, ilustre cronista de al-Ándalus y visir del rey nazarí Muhammad V de Granada.
Son numerosas las teorías de procedencia del nombre, una visión romántica le atribuyó la denominación árabe de «Berchul» que significa «vergel». Pero la que más peso tiene es que Bérchules proviene de «Baryul» que se traduce por «puerto o paso», ya que de este pueblo partía el camino, que atravesaba Sierra Nevada desde La Alpujarra media, a la comarca de Guadix.

## Demografía
Bérchules cuenta con una población de 695 habitantes (INE 2024).
| Gráfica de evolución demográfica de Bérchules entre 1842 y 2021                                                     |
| |
| Población de derecho según los censos de población del INE Población de hecho según los censos de población del INE |

## Administración y política
Los resultados en Bérchules de las elecciones municipales celebradas en mayo de 2023 son:
| Elecciones Municipales - Bérchules (2023) | Elecciones Municipales - Bérchules (2023) | Elecciones Municipales - Bérchules (2023) | Elecciones Municipales - Bérchules (2023) | Elecciones Municipales - Bérchules (2023) |
| Partido político                          | Partido político                          | Votos                                     | Votos                                     | Concejales                                |
| ----------------------------------------- | ----------------------------------------- | ----------------------------------------- | ----------------------------------------- | ----------------------------------------- |
|                                           | Partido Socialista Obrero Español (PSOE)  | 333                                       | 74,68 %                                   | 5                                         |
|                                           | Partido Popular (PP)                      | 114                                       | 25,10 %                                   | 2                                         |

## Economía

### Evolución de la deuda viva municipal
| Gráfica de evolución de Deuda viva del Ayuntamiento de Bérchules entre 2008 y 2019                                |
| |
| Deuda viva del Ayuntamiento de Bérchules en miles de Euros según datos del Ministerio de Hacienda y Ad. Públicas. |

## Fiestas
- 27 de julio (San Pantaleón, patrón de Bérchules)
- Segundo domingo de agosto (Santo Cristo, patrón de Alcútar)
- 25 de abril (San Marcos)

### Nochevieja en agosto
Desde 1994, a raíz de un corte del suministro eléctrico coincidiendo con la Nochevieja, se celebra la llamada Nochevieja en agosto durante el primer fin de semana de agosto. Esta celebración se ha hecho famosa y ha comenzado a ser imitada en otros municipios de España.
A consecuencia se organizó una manifestación (la primera en este pueblo de 800 habitantes) en la que participó casi el 95 % de la población. El 26 de diciembre de 1997 se fundó la Asociación Bérchulera de Nochevieja en agosto (ABNEA) con el fin de organizar la fiesta y promocionar el turismo y fomentar la cultura en el pueblo de Bérchules. En los siguientes años se consolidó la fiesta como un evento conocido más allá del territorio nacional. "Nos llaman de todos los rincones del mundo y ya vienen con autocares para tomarse las uvas con nosotros" dicen los lugareños.
Muchos pregoneros conocidos en el mundo de la cultura y el periodismo han dado el pregón, como Marisa Naranjo, Tico Medina, Carmen Borja, Silvia Sánchez, Enrique Morente, Agustín Martín Morales, Rafael Cremades y otros.
La creciente popularidad de la fiesta se ve reflejada en la cantidad de visitantes, que en los últimos cuatro años ha sobrepasado los 10 000.
En consecuencia la fiesta se desarrolla en las tres plazas del pueblo.
El centro es la plaza de la iglesia donde las campanadas del reloj de la iglesia anuncian para tomar las uvas. Luego hay verbena para todos los gustos en la plaza de la Constitución y plaza de Abastos hasta la mañana siguiente. También en otros locales y en todos los bares del pueblo donde se respira el mejor ambiente navideño, eso sí, en pleno agosto.
Esta fiesta fue inventada casi mayoritariamente por el dueño de una discoteca.[cita requerida]